# Günter Neuburger
Günter Neuburger (20 de mayo de 1954) es un deportista alemán que compitió para la RFA en bobsleigh. Ganó una medalla de plata en el Campeonato Mundial de Bobsleigh de 1983, en la prueba cuádruple.

## Palmarés internacional
| Campeonato Mundial | Campeonato Mundial           | Campeonato Mundial | Campeonato Mundial |
| Año                | Lugar                        | Medalla            | Prueba             |
| ------------------ | ---------------------------- | ------------------ | ------------------ |
| 1983               | Lake Placid (Estados Unidos) | Medalla de plata   | Cuádruple          |